# الريانية
قرية الريانية هي إحدى القرى التابعة لمركز أرمنت في محافظة قنا في جمهورية مصر العربية. حسب إحصاءات سنة 2006، بلغ إجمالي السكان في الريانية 18753 نسمة، منهم 9856 رجل و8897 امرأة.